# Едропетниста цивета
Едропетнистата цивета (Viverra megaspila) е вид хищник от семейство Виверови (Viverridae). Видът е уязвим и сериозно застрашен от изчезване.

## Разпространение и местообитание
Разпространен е във Виетнам, Камбоджа, Китай, Лаос, Малайзия (Западна Малайзия), Мианмар и Тайланд.
Обитава гористи местности, национални паркове, планини, възвишения, поляни, ливади и плата.

## Описание
Популацията на вида е намаляваща.